# 청담글로벌
주식회사 청담글로벌은 서울특별시 마포구에 본사를 둔 뷰티 브랜드 전문 유통 기업이다.